# Suzanne Lindon
Suzanne Lindon (ur. 13 kwietnia 2000 w Paryżu) – francuska aktorka, reżyserka i scenarzystka. 

## Biogram
Suzanne Lindon jest córką Sandrine Kiberlain i Vincenta Lindona. Ukończyła  Lycée Henri-IV (Liceum Henryka IV) w Paryżu. Podczas nauki w liceum zagrała razem z Chiarą Mastroianni w filmie krótkometrażowym Bonne Figure (2016) w reżyserii Sandrine Kiberlain.

## Filmografia
- 2020 Szesnaście mgnień wiosny,  prezentowane na festiwalach w Atenach, Cannes, Chicago, San Sebastián i Toronto[1].

## Nagrody
- 2020 - Nagroda im. Zuzanny Jagody Kolskiej dla najmłodszej uczestniczki festiwalu  Nowe Horyzonty (specjalna)[2].